# Karstensens Skibsværft
Karstensens Skibsværft, som anno 2011, er et dansk nybygnings- og reparationsværft med 345 ansatte (pr. 2023), som er en del af Karstensen Gruppen.
Værftet, som blev etableret i 1917, er beliggende i Skagen ved Skagen Havn.
Indtil 1960 blev der kun arbejdet med træskibe, med hovedvægten på fiskefartøjer til fiskere fra Skagen.

## Historie
- 1917 – 2011 – værftet har leveret godt 400 nybygninger.
- 1917 – værftet etableres.
- 1960 – påbegynder stålskibsbygning.
- 1970 – værftet køber Brd. Nippers- værft.
- 1987 – værftet omdannes til aktieselskab.
- 1991 – værftet indleder samarbejde med DANIDA.
- 1995 – værftet køber A/S Malerhallen af det daværende Nordpaint A/S.
- 2002 – værftet erhverver 50 % af aktierne i et nystiftet selskab, Nuuk Værft A/S.
- 2003 – generationsskifte, sælger 35 % af aktierne til fem ledende medarbejdere.
- 2007 – færdigbygning af ny tørdok, med dimensionerne, 135 meter lang, 25 meter bred og 8,2 meter dyb.

## Produkt sortiment 2011

### Nybygninger
- Fiskefartøjer
- Færger
- Marine fartøjer
- Yachts

### Reparationer
Fartøjer af ovennævnte typer samt andet relevant i forbindelse med søfart.

## Produktionskapacitet

### Tørdok
Tilhørende 225 meter kaj i forbindelse med dokken.
Dimensioner på dok: 135 meter lang, 25 meter bred og 8,2 meter dyb.

### Beddinger
Værftet råder over fem beddingsanlæg.

### Malerhal
Malerhal med bedding:

#### Malerhallens data
Længde: 42,0 meter
Bredde: 24,0 meter
Højde: 19,5 meter
Port åbningen: 22 meter

#### Beddingens data
Vægt: 3000 tons
Længde: 90 meter
Bredde: 14 meter

## Ekstern henvisning og kilde
- Karstensens Skibsværft, hjemmeside

57°42′58″N 10°34′55″Ø / 57.71611°N 10.58194°Ø